# Sikorsky X2
Сикорский X2 (англ. Sikorsky X2) — экспериментальный вертолёт. Построен фирмой «Sikorsky Aero Engineering Corporation». Прототип вертолёта соосной схемы с толкающим винтом построен на базе экспериментального S-69.
Эта машина использует концепцию опережающей лопасти (ABC), имеет два четырёхлопастных несущих винта, вращающихся в противоположных направлениях, и хвостовой толкающий воздушный винт (шесть лопастей).
Винты приводятся в движение от одного турбовального двигателя —  LHTEC T800. Управление вертолёта полностью электронное, то есть отсутствует механическая связь между органами управления и исполняющими устройствами.
Весит X2, как заявлено компанией, — 3,6 тонны и он должен обладать дальностью полёта в 1300 километров при максимальной скорости 474 км/час.
27 августа 2008 года впервые испытан в воздухе, первый полёт аппарата X2 Technology Demonstrator длился примерно 30 минут, в течение полёта отмечены  проблемы с главным редуктором и трансмиссией. Компании Sikorsky Aircraft пока не удалось устранить проблемы и первый полёт, намеченный на весну 2010 года, состоялся лишь в конце мая.
Летом 2010 года X2 установил неофициальный мировой рекорд скорости для вертолётов — 415 км/ч (официальный рекорд (400 км/ч), держащийся до сих пор, был установлен британским «Линксом» в 1986 году). В сентябре он развил скорость 460 км/ч.
14 июля 2011 года был совершён последний полёт вертолёта X2, после чего было объявлено о завершении программы. Всего вертолёт совершил 23 вылета и провёл в воздухе 22 часа. Стоимость программы  X2 составила 50 млн долларов. В ходе программы был отработан ряд новых технологий, которые будут применяться в военном вертолёте S-97 Raider.